# FORTE
FORTE (auch FORTÉ, Fast On-Orbit Recording von Transient Events) ist ein US-amerikanischer Forschungssatellit. Er detektiert elektromagnetische Pulse, wie sie bei Gewittern, aber auch bei Kernwaffenexplosionen entstehen.

## Entwicklungsgeschichte
FORTE wurde vom Energieministerium der Vereinigten Staaten finanziert und vom Los Alamos National Laboratory (LANL) und von den Sandia National Laboratories (SNL) entwickelt und gefertigt.

## Aufbau
FORTE hatte anspruchsvolle elektronische Geräte zum Erfassen, Analysieren und Aufzeichnen von Strahlen von Radioenergie dabei. Der Satellit benutzte eine vollständig Graphit-Epoxid-Verbundstruktur mit einem Gewicht von nur 41 kg und einer einsetzbare Antenne, die 10 Meter lang war. Es trug drei 2-Achs-Magnetometer und einen Erd-Horizon-Sensor, Impulsrad und 3-Achsen-Magnet-Drehmomentstäbe.

## Missionsverlauf
FORTE wurde am 29. August 1997 mit einer Pegasus-XL-Rakete der Orbital Sciences Corporation in einen niedrigen Erdorbit gebracht. Diese Rakete wurde von einer Lockheed L-1011 TriStar in der Point Arguello Western Air Drop Zone vor der kalifornischen Küste abgeworfen. Der Start wurde von der US Air Force durch das Space Test Program finanziert.